# Consejo de Pueblos Atacameños
El Consejo de Pueblos Atacameños (CPA) es una asociación indígena chilena que representa a 18 comunidades atacameñas (lickanantay) de la cuenca del Salar de Atacama.
Se constituyó en 1994 de conformidad con la Ley Indígena N°19.253, como una organización de autoridades tradicionales y dirigentes provenientes de las 18 comunidades territoriales del área de desarrollo indígena denominada “Atacama La Grande”, en el interior de la Región de Antofagasta, incluyendo Río Grande, Machuca, Catarpe, Quitor, San Pedro de Atacama, Solcor, Larache, Yaye, Séquitor, Cúcuter, Coyo, Toconao, Talabre, Camar, Socaire, Peine, Solor y Huatín. Cada una de estas comunidades territoriales atacameñas descienden de poblados y ayllus, y cada una cuenta con su propia personalidad jurídica. El Consejo tiene por objetivos la integridad y preservación territorial de las comunidades atacameñas y el bienestar de las personas que en ellas habitan.

## Historia
Los primeros antecedentes del Consejo datan de 1962, cuando la Central de Pueblos Cordilleranos, compuesta por pobladores de las localidades de Ayquina, Toconce, Chiu-Chiu, Cupo, Lasana, Río Grande y Caspana, se movilizó en torno a demandas por educación, salud, saneamiento de títulos de propiedad y desarrollo de infraestructura pública, y por sobre todo en relación con el agua, vital para el estilo de vida ganadero, pastoril y agrícola de los pueblos atacameños. Ya en 1992, se produjo una unión tácita de los presidentes de las juntas de vecinos de las localidades pertenecientes al salar de Atacama, la puna atacameña y la cuenca de El Loa, la que el 25 de septiembre de 1994 se convierte en la asociación indígena Consejo de Pueblos Atacameños.
Tras su establecimiento, el CPA comenzó a legitimar su acción social como representante de las comunidades atacameñas ante organismos públicos y privados. La Municipalidad de Calama le concedió la administración del Internado Andino, establecimiento que recibe a jóvenes indígenas atacameños y quechuas provenientes de toda la región. Posteriormente, una iniciativa conjunta con ONG nacionales e internacionales permitió la creación de una red de turismo rural que se denominó Lican Huasi. Desde la década de 2000, la reserva nacional Los Flamencos es administrada por las propias comunidades indígenas atacameñas, a través de un contrato de asociatividad con la Corporación Nacional Forestal, dividiéndose en las administraciones autónomas eco-etnoturísticas del sitio arqueológico Aldea de Tulor, Chaxa en el salar de Atacama (desde 2002), lagunas Miscanti y Miñiques y Valle de la Luna.
En 2018, el CPA presentó un recurso de protección solicitando dejar sin efecto el acuerdo entre Corfo y la Sociedad Química y Minera de Chile (Soquimich), al no realizar una consulta indígena como lo solicita el Convenio 169 de la OIT tras la suscripción de dos contratos de explotación de litio en el salar de Atacama, pero finalmente la Corte Suprema no acogió el reclamo. El CPA se manifestó contrario a la Estrategia Nacional del Litio presentada por el presidente Gabriel Boric en abril de 2023, acusando falta de diálogo y problemas de abastecimiento hídrico en la zona.En 2024, el Consejo de Pueblos Atacameños decidió no suscribir al acuerdo entre Codelco y Soquimich sobre la producción de litio refinado en el Salar de Atacama.